# Viarme
Viarme est un micro-quartier de la ville de Nantes, en France, compris dans le quartier Hauts-Pavés - Saint-Félix.

## Généralités
À des fins statistiques, l'INSEE subdivise les communes de plus de 10 000 habitants en IRIS, constituant des « micro quartiers », composés d'un ensemble d'îlots contigus et homogènes, regroupant 2 000 habitants ou plus. Dans le cas de Nantes, les 11 quartiers sont ainsi subdivisés en 97 micro-quartiers,. Viarme est l'un de ces micro-quartiers ; il fait partie du quartier Hauts-Pavés - Saint-Félix.
Viarme est limitrophe des micro-quartiers Monselet à l'ouest, Guist'hau et Bretagne au sud, Talensac-Pont Morand à l'est et Route de Vannes et Hauts-Pavés au nord. En partant de son extrémité nord et dans le sens des aiguilles d'une montre, le quartier est délimité par les rues des Hauts-Pavés, Yves-Bodiguel, Fredureau, Sarrazin, Jean-Jaurès et Faustin-Hélie, la place Édouard-Normand le passage Louis-Lévesque et les rues Félibien, de Miséricorde et du Bourget.
Le quartier tire son nom de la place Viarme, qui en constitue le centre. Il s'agit de l'un des plus petits micro-quartiers de Nantes.

## Transports
Le quartier Viarme est traversé par la ligne 3 du tramway (arrêt Place Viarme).

## Édifices
Parmi les édifices érigés dans le quartier Viarme :
- Temple protestant de Nantes
- Croix de Charette